# Madame X (película de 1929)
Madame X es una película dramática estadounidense de 1929 dirigida por Lionel Barrymore y protagonizada por Ruth Chatterton como una mujer caída que anhela reunirse con su hijo. La película está basada en la obra de 1908 Madame X del dramaturgo francés Alexandre Bisson (1848-1912). 

## Sinopsis
Jacqueline Floriot (Chatterton) es arrojada a la calle sin dinero por su celoso esposo Louis (Lewis Stone) cuando descubre que ella había estado teniendo una aventura. Ni siquiera se le permite ver a su hijo de cuatro años, y se hunde en la depravación. Veinte años más tarde, se ha convertido en la amante de Laroque (Ullrich Haupt), un navaja. Cuando descubre que su esposo ahora es el fiscal general, Laroque decide chantajearlo. Desesperada por proteger a su hijo de su desgracia, ella dispara y mata a su amante.
Por casualidad, el abogado asignado a ella resulta ser su propio hijo, en su primer caso. Él está perplejo y frustrado cuando ella se niega a defenderse en la corte. Durante el juicio, su esposo aparece en apoyo de su hijo. Cuando ve que él la reconoce y está a punto de hablar, ella hace una súplica apasionada, no por piedad, sino por comprender lo que la llevó al asesinato. Como ella pretendía, el mensaje oculto silencia a Louis. Cuando Jacqueline se desmaya por la tensión, la llevan a una cámara privada. Allí, besa a su hijo que aún no se da cuenta y muere.

## Reparto
- Ruth Chatterton como Jacqueline Floriot.
- Lewis Stone como Louis Floriot.
- Raymond Hackett como Raymond Floriot.
- Holmes Herbert como Noel.
- Eugenie Besserer como Rose.
- Mitchell Lewis como el colonel Hanby.
- Ullrich Haupt como Laroque.
- Sidney Toler como Dr. Merivel
- Richard Carle como Perissard.
- Claude King como Valmorin, el fiscal.

## Reconocimiento
Aunque no fueron nominaciones oficiales, los nombres adicionales en cada categoría, de acuerdo con los registros internos, fueron considerados por las distintas juntas de jueces de los Premios Oscar.
- Mejor Director: Lionel Barrymore
- Mejor Actriz: Ruth Chatterton